# 5-й Новоподмосковный переулок
5-й Новоподмоско́вный переу́лок — улица в Северном административном округе города Москвы на территории района Войковский. Проходит от тупика до улицы З. и А. Космодемьянских. Нумерация домов ведётся от тупика.

## Происхождение названия
Переулок получил своё название в 1952 году в связи с примыканием к Подмосковной улице (ныне — улица З. и А. Космодемьянских), с близостью к ж.-д. платформе «Подмосковная» (ныне — «Красный Балтиец») и дачному посёлку Подмосковный (ныне не существует). До этого с 1941 года назывался 3-й Подмосковный переулок.

## Описание
Длина — 390 метров. Переулок начинается пересечением с улицей З. и А. Космодемьянских и заканчивается тупиком. Направление — с юга на север.
Автомобильное движение — по одной полосе в каждом направлении. Светофоров нет. Обе стороны переулка оборудованы тротуарами. Примыканий ни слева, ни справа нет.

## Здания и сооружения
- № 1
- № 3, корпус 1
- № 3, корпус 2
- № 4, корпус 1
- № 4, корпус 2
- № 4, стр. 2
- № 4, стр. 3
- № 6

## Общественный транспорт
Наземный общественный транспорт по переулку не ходит.
- Станция метро «Войковская» — в 640 метрах от начала переулка и в 630 от его конца
- Станция МЦК «Балтийская» — в 1 км от начала переулка